# Freestyle skiløb
Freestyle er et fælles begreb der dækker over flere skidiscipliner. Fælles for dem alle er et vist element af akrobatik.

## Disciplinerene
Disciplinerne er Pukkelpist, Aerials, Skicross, Halfpipe, Slopestyle og Big Air. Før i tiden hørte også skiballet (eller acroski) under denne kategori, men denne disciplin er mere eller mindre uddød efter at den flere gange forsøgte at komme på OL-programmet uden held.